# Lichia amia
Lichia amia är en fiskart som först beskrevs av Carl von Linné 1758.  Lichia amia ingår i släktet Lichia och familjen taggmakrillfiskar. Inga underarter finns listade i Catalogue of Life.